# Arroyo

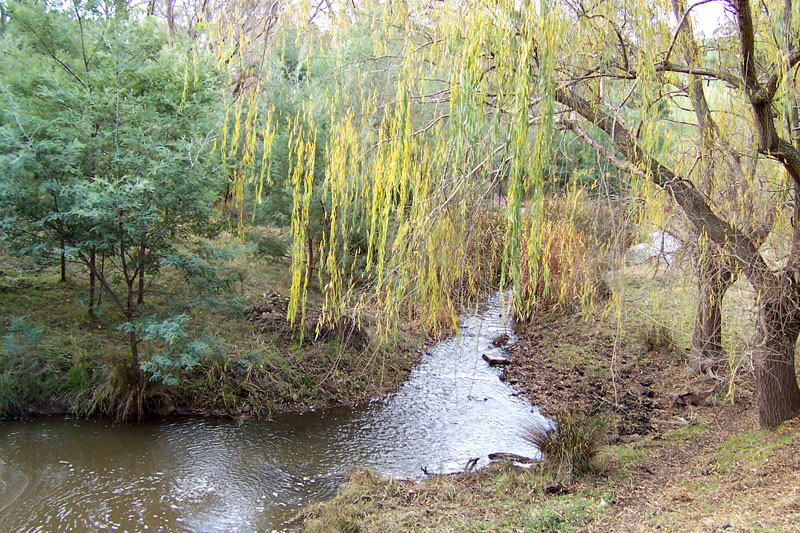
Arroyo Napostá en Argentina

Un arroyo, riachuelo, riera, rivera o quebrada es una corriente natural de agua que normalmente fluye con continuidad, pero que a diferencia de un río, tiene escaso caudal, que puede incluso desaparecer en la estación seca, verano o invierno, dependiendo de la temporada de lluvia para su existencia. En el caso de tener un caudal muy escaso y esporádico, es preferible usar el nombre de torrente, quebrada o cañada.
F. J. Monkhouse da tres acepciones del término arroyo: 

1. Caudal corto de agua, casi siempre continuo, y cauce por donde transcurre.

2. En América, río de corta extensión, aunque puede ser navegable para embarcaciones de regular tamaño.

3. En algunas regiones áridas de América Latina, rambla
F.J. Monkhouse

Un arroyo puede tener, especialmente en su curso montañoso: cuenca de recepción, canal de desagüe y cono de deyección (consultar el  término torrente).
Por otra parte, un vado es el sitio donde el arroyo es tan poco profundo que se puede cruzar a pie o sirve para bañarse. A estos vados los llaman baños, bañaderos, balnearios, cruces o pasos en algunos países de América del Sur. Cuando es muy angosto se le llama cañada y cuando se embalsa el agua de forma natural se llama poza o laguna y si es artificial presa, represa o embalse.
Al igual que los ríos, pueden desembocar en el mar, en un lago o en otro río, en cuyo caso se denominan afluentes de este.
En algunos países de América del Sur algunos «arroyos» son verdaderos ríos, que puede llegar a ser muy caudalosos e incluso navegables. También en América del Sur y específicamente en Barranquilla se les llama «arroyos» a las corrientes de agua de lluvia que corren sobre las vías de la ciudad, generalmente a gran velocidad, lo que dificulta notablemente la movilidad y reduce la seguridad de los transeúntes.